# Меморіальний музей композитора К. Г. Стеценка (Веприк)

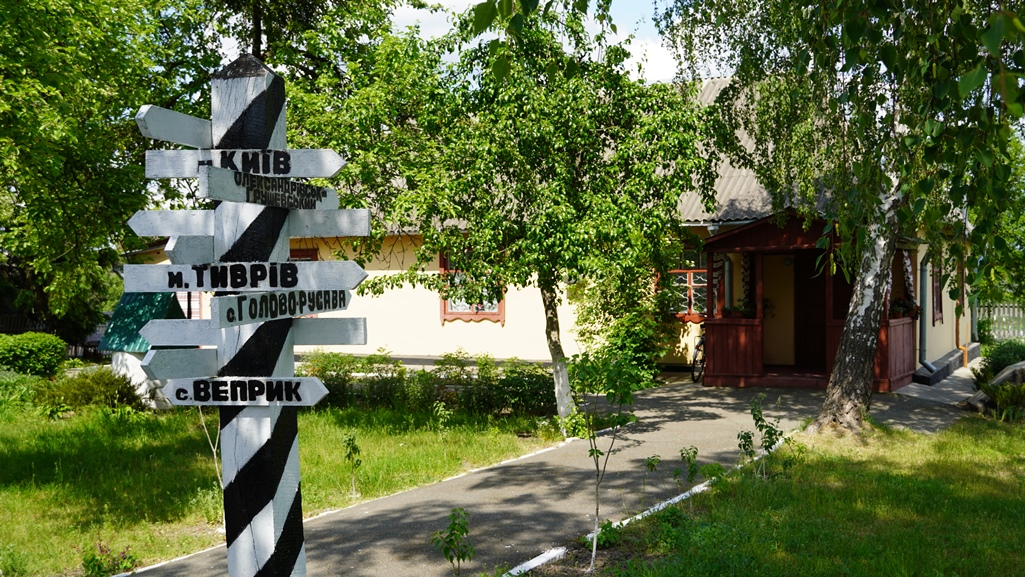

КЗ КОР "Меморіальний музей К. Г. Стеценка" — меморіальний музей, присвячений життю і творчості українського композитора Кирила Григоровича Стеценка у селі Веприк Фастівського району Київської області.

## Історія, сьогодення
Музей розташований у селі Веприк неподалік м. Фастова на Київщині. Саме у цьому селі видатний український композитор і громадсько-культурний діяч Кирило Григорович Стеценко (1882—1922) проживав свої останні роки і знайшов свій вічний упокій. Тут його поховано разом із дружиною — Євгенією Антонівною Стеценко.
Неповні два роки перебування Кирила Григоровича Стеценка на веприцькій землі на початку 1920-х років залишили глибокий слід у пам'яті мешканців села Веприк і всієї Фастівщини, які ще за життя називали його не інакше як «культурною силою нашого краю». Саме він прославив Веприк і зробив його духовно-культурним центром Київської губернії того часу.
Доля невипадково звела композитора з Веприком. Він прибув до нього у грудні 1920 року священиком, представником новопосталої УАПЦ, аби прийняти настоятельство у першій на Фастівщині українізованій парафії місцевої церкви Св. Параскеви. Тому не дивно, що за період проживання у селі він зміг ще більше поповнити свою велику творчу спадщину новими музичними світськими і релігійними творами, посприяти українізації багатьох церковних парафій на Фастівщині і Білоцерківщині, поставити на високий рівень всі вистави місцевого драматичного просвітянського гуртка.

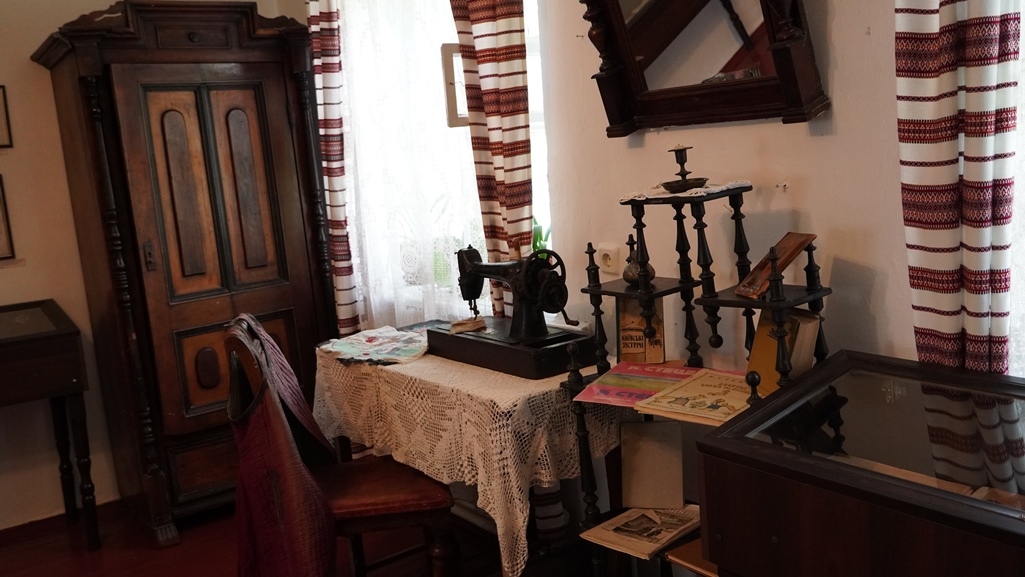
Затишний інтер'єр у вітальні музею

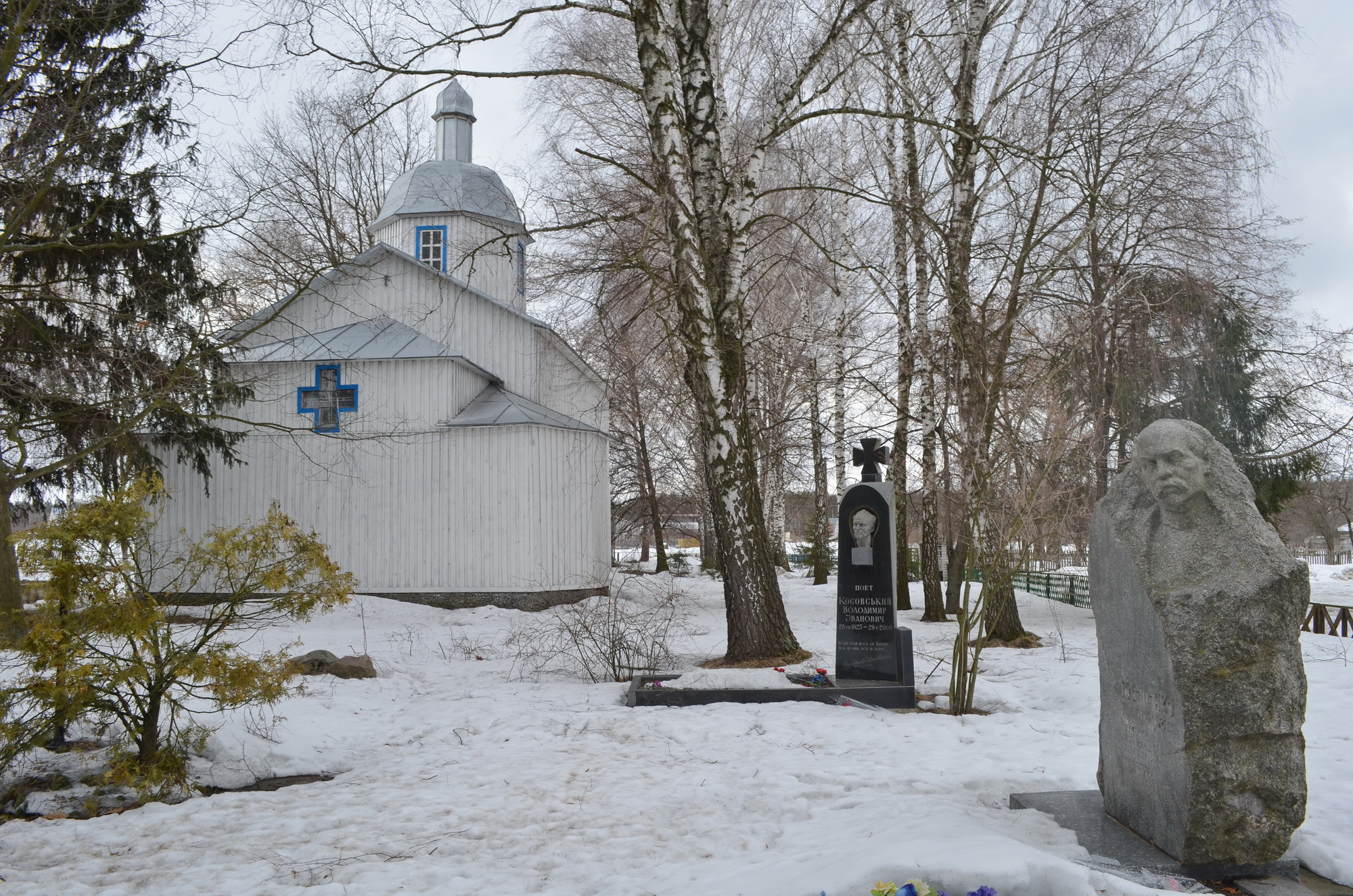
Могила українського композитора Стеценко у с. Веприк

Несподівана смерть від тифу 29.04.1922 року не змогла забрати в небуття вагомі творчі і культурно-просвітницькі здобутки Кирила Григоровича Стеценка, попри тривале шельмування радянською владою його імені. Після смерті Й.Сталіна у період «хрущовської відлиги» ім'я Кирила Стеценка знову зазвучало на повну потугу серед української спільноти.
Завдяки ентузіасту місцевому фельдшеру Володимиру Косовському вдалося розпочати роботу зі створення музею-кімнати композитора при місцевому Будинку культури. А згодом, в травні 1982 року, до 100-річчя від дня народження К.Стеценка, у Веприку було відкрито Меморіальний музей-садибу, що постав на місці його колишньої хати.
Тривалий час він діяв на громадських засадах, а з першого січня 1990 року почав працювати як державна установа, що була створена згідно з наказом Київського обласного управління культури від 15.11.1989 № 284 та відповідного наказу Міністерства культури УРСР від 02.10.89 № 380 «Про створення Меморіального музею К. Г. Стеценка». Рішенням Київської обласної ради від 21.09.2006 р. № 063-06-V «Про управління об'єктами майна спільної власності територіальних громад області» Меморіальний музей К. Г. Стеценка із спільної власності територіальних громад Фастівського району прийнято до спільної власності територіальних громад Київської області.
Нині до могили К. Г. Стеценка у Веприку та до меморіального музею щороку приїжджають сотні видатних українських митців і діячів культури.

## Експозиція
Знайомство з музеєм починається із затишного подвір’я садиби, яка оповита вітами фруктових дерев і розлогої червоної калини.
Справжньою окрасою зовнішнього вигляду музею є горельєф К. Г. Стеценка, встановлений до 110 річниці від дня народження композитора (авт. А. А. Древецький).

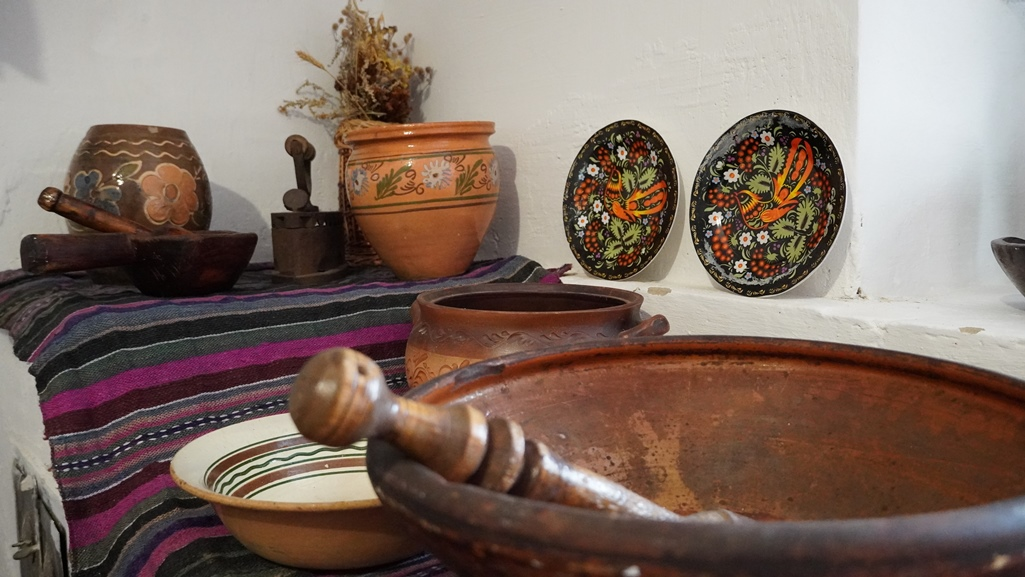
Експозиція музею презентує національний побут

Через невеличку веранду потрапляємо в незвичайне місце – кухню української хати початку ХХ століття. Навпроти дверей – біленька піч з лежанкою і всіляким кухонним начинням: коцюбами, кочергами, горшками, макітрами. Старовинний буфет і мисник з посудом початку минулого століття, великий саморобний стіл, за яким збиралась чималенька сім’я, на покуті – ікона святої мучениці Параскеви.
Облаштування кухні, меблі, посуд, різні сільськогосподарські знаряддя праці, вишиті рушники на портретах створюють неповторну атмосферу зовсім іншого, якогось нереального світу. Саме  в такому приміщенні колись Кирило Григорович при жевріючому вогнику каганця вчив сільських дітей музичній грамоті.
Продовжується експозиція у вітальні, затишній кімнаті з великим чорним роялем. За вітринним склом – світлини, які розповідають про перші життєві кроки Кирила.
Далі експозиція презентує непростий життєвий шлях Кирила Григоровича – робота у Києві, Білій Церкві, Тиврові та Голово-Русаві. Творчий доробок композитора у дані періоди підтверджують видання, які представлені у експозиції.
Над роялем портрети видатних діячів української культури кін. ХІХ – поч. ХХ ст.: М. В. Лисенка, К. Г. Стеценка, М. Д. Леонтовича, Я. С. Степового, О. М. Коваленка та ін.
Вражає великий портрет композитора, який написав невідомий автор. На ньому Кирило Григорович зображений в один із найщасливіших періодів, коли він жив і творив у Києві.
Огляд продовжується у наступній кімнаті, експозиція якої розповідає про київський період в житті композитора – революційні події, його величезну творчу діяльність у розбудові української держави, створення Української Республіканської капели, двох мандрівних капел, симфонічного оркестру, нотовидавництва і нотозбірні. 

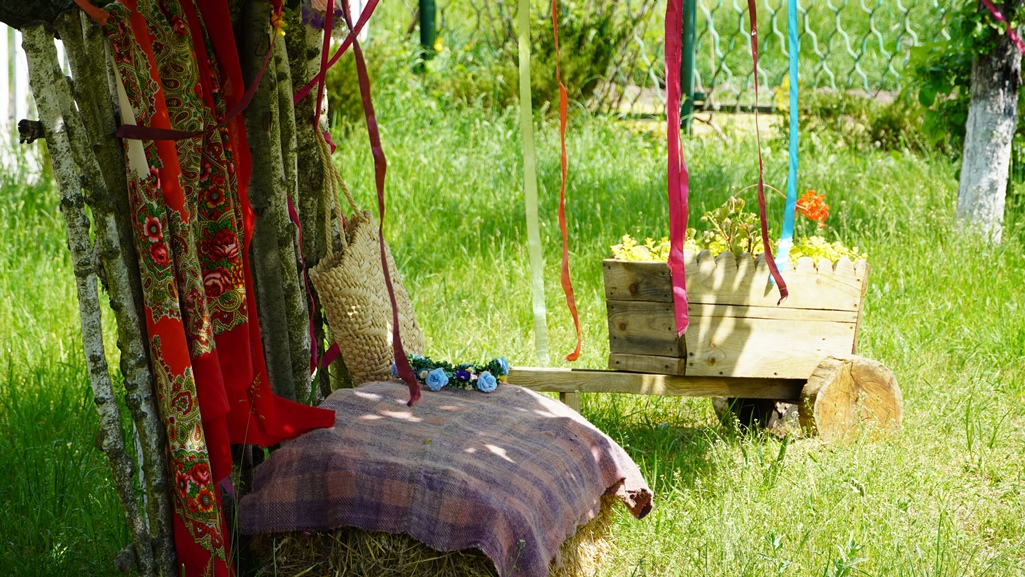
У музеї можна не тільки прослухати екскурсію, а і зробити неймовірні світлини

Даний зал також висвітлює веприцький період діяльності К. Г. Стеценка, світлини показують діяльність вепричан у «Просвіті», гуртках художньої самодіяльності та інші важливі історичні події села. Один із розділів експозиції знайомить відвідувачів зі збереженням пам’яті про Кирила Григоровича, сучасними надбаннями стеценкознавства, рідкісними нотними виданнями праць композитора, книгами про нього відомих письменників та мистецтвознавців.
Привертає до себе увагу скульптурне зображення К. Стеценка (авт. М. А. Дмитрів), яке органічно вписується в експозицію і яскраво передає творчу харизму композитора.
Продовжується експозиція у спальній кімнаті, де предметно відтворено побут української сільської інтелігенції 20-х років минулого століття. У інтер’єрі круглий стіл з ажурною скатертиною, гасова лампа, етажерка з книгами, старовинні стільці, ліжка, застелені простими домотканими ряднами, скриня і ікони, які за переказами, належали сім’ї Стеценків. Доповнюють інтер’єр бюст К. Г. Стеценка (авт. – І. М. Гончар) та макет садиби композитора у с. Веприк.
Завершується експозиція світлинами рідних Кирила Григоровича, які обрали прекрасний і тернистий шлях – продовжувати справу свого великого діда і прадіда.

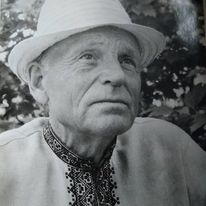
Косовський Володимир Іванович - засновник музею Кирила Стеценка у с Веприк

В окремій кімнаті облаштована експозиція, яка знайомить відвідувачів з життям і творчістю організатора музею – полум’яного поета, патріота, громадського діяча, фельдшера місцевого фельдшерсько-акушерського пункту В. І. Косовського.